# دلتا ماشین
«دلتا ماشین» (به انگلیسی: Delta Machine) آلبومی از دپش مد است که در ۲۲ مارس ۲۰۱۳ منتشر شد.